# Risala
Risala (arab. ar-Risāla) – jeden z głównych terminów tworzących fundament wiary muzułmańskiej, oznaczający komunikowanie się Boga (Allaha) z człowiekiem poprzez boskiego wysłannika (ar-Rasūl).